# اختبار حاسم (السياسة)
في السياسة ، الاختبار الحاسم (بالإنجليزية: Litmus test) هو سؤال يُحدد الموقف أو الانتماء الفكري لأشخاص أو مجموعات بناءً على قضية واحدة جوهرية.
يُطرح السؤال مثلًا على مرشح مُحتمل لمنصب رفيع، وتُحدد إجابته ما إذا كان المسؤول المُرشِّح سيُمضي قدمًا في عملية التعيين أو الترشيح.
هذا التعبير مجازي ، استُمد المصطلح من الاختبار الحاسم في الكيمياء، حيث يُمكن اختبار الحموضة العامة للمادة، ولكن ليس درجة حموضتها الدقيقة. ثم نُقل مجازيًا إلى السياسة لوصف اختبارات بسيطة وحاسمة.

## الاستخدام
أحد أبسط الأمثلة للاختبار الحاسم في القضايا الدولية، هو القضية الفلسطينية، خاصتًا الإبادة الجماعية في قطاع غزة، حيث يُحدد رد المسؤول في أي جانب من القضية يقف، وبالتالى يُحدد قيم الشخص وأفكاره.
استُخدمت استعارة الاختبار الحاسم في السياسة الأمريكية منذ منتصف القرن العشرين.  خلال حملات الانتخابات الرئاسية الأمريكية ، تُناقش الأسئلة الحاسمة التي قد يستخدمها المرشحون بحماس أكبر عندما تبدو المناصب الشاغرة في المحكمة العليا الأمريكية محتملة. غالبًا ما يتجادل المدافعون عن الأفكار أو السياسات الاجتماعية المختلفة بشدة حول الاختبار الحاسم، إن وجد، يجب على الرئيس تطبيقه عند ترشيح مرشح جديد لمقعد في المحكمة العليا. يُعد دعم الإجهاض أو معارضته أحد الأمثلة على عامل حاسم مشترك في السياسة ذات القضية الواحدة ؛ وقد يكون أحد الأمثلة الأخرى هو دعم البنائية الصارمة. يجادل المدافعون عن الاختبار الحاسم بأن بعض القضايا مهمة للغاية لدرجة أنها تطغى على المخاوف الأخرى (خاصةً إذا كان هناك مرشحون مؤهلون آخرون يجتازون الاختبار).